# Jean François Timothée Trullet
Jean François Timothée Trullet (Saint-Tropez, 8 marzo 1763 – Nantes, 27 maggio 1819) è stato un militare francese, capitano di vascello della Marina militare francese fu comandante del vascello da 74 cannoni Guerrier durante la Battaglia del Nilo.

## Biografia
Nacque a Saint Tropez il 15 aprile 1755 da una famiglia di marinai, era figlio del capitano Michel Joseph, e fratello maggiore di Louis Léonce. Si arruolò nella marina mercantile come mozzo nel 1770, prima di salpare per le Indie su una nave della Compagnia francese delle Indie Orientali, capitanata dal padre. Nel 1777 ricevette il brevetto di capitano di nave mercantile, e nel 1779 si arruolò nella Marine royale di Luigi XVI come tenente ausiliario, servendo in Arabia. Nel 1792 entrò nella Marina rivoluzionaria come guardiamarina, prestando servizio sul vascello Tonnant. Promosso tenente di vascello nel luglio dello stesso anno, assunse il comando di un il avviso. Nel febbraio 1793 fu trasferito sul vascello Heureux. Nel maggio 1795 ricevuto la promozione temporanea a capitano di vascello, diventando secondo in comando sul vascello Victoire, per assumere nello stesso mese il comando del vascello Duquesne.
Dal novembre 1796 al gennaio 1797, al comando della fregata da 32 cannoni Alceste, pattugliò le coste italiane. Il 1º novembre 1797 ricevette la nomina definitiva a capitano di vascello di 2ª classe. Nel 1798, in vista delle spedizione in Egitto del generale Napoleone Bonaparte, assunse il comando del vascello da 74 cannoni Guerrier, appartenente alla squadra dell'ammiraglio François-Paul Brueys D'Aigalliers. Durante la battaglia del Nilo, avvenuta il 1º agosto 1798, il suo vascello fu duramente impegnato in combattimento dal vascello inglese Goliath e poi dallo Zealous. Con la nave irrimediabilmente danneggiata dal fuoco di artiglieria inglese ordinò di ammainare la bandiera, e venne fatto prigioniero. Catturato dagli inglesi il vascello Guerrier venne dato alle fiamme, risultando troppo gravemente danneggiato per essere portato a Gibilterra per le necessarie riparazioni.
Rilasciato sulla parola nel mese di novembre, rientrò in patria dove prestò servizio a terra fino al 1803. In quell'anno si imbarcò nuovamente assumendo il comando del vascello Formidable fino al 1805 quando venne trasferito sul vascello Hannibal. Il 5 febbraio 1804 venne insignito della Croce di Cavaliere della Legion d'onore, diventandone Ufficiale il 14 giugno dello stesso anno. Lasciò il servizio attivo nel 1810, e si spense a Tolone il 27 maggio 1819.